# Episodi di Genitori in blue jeans (seconda stagione)
La seconda stagione della serie televisiva Genitori in blue jeans è stata trasmessa in anteprima negli Stati Uniti dalla ABC tra il 30 settembre 1986 e il 19 maggio 1987.
| nº | Titolo originale                 | Titolo italiano            | Prima TV USA      | Prima TV Italia |
| -- | -------------------------------- | -------------------------- | ----------------- | --------------- |
| 1  | Jason and the Cruisers           | Gioventù bruciata          | 30 settembre 1986 |                 |
| 2  | Fast Times at Dewey High         | Primo giorno di scuola     | 21 ottobre 1986   |                 |
| 3  | Long Day's Journey Into Night    | Amicizia a doppio effetto  | 28 ottobre 1986   |                 |
| 4  | Call Me                          | Telefono bollente          | 11 novembre 1986  |                 |
| 5  | Employee of the Month            | Impiegato del mese         | 18 novembre 1986  |                 |
| 6  | Dream Lover                      | Il ragazzo dei sogni       | 25 novembre 1986  |                 |
| 7  | Do You Believe in Magic?         | La pietra magica           | 2 dicembre 1986   |                 |
| 8  | Jason's Rib                      | Abbigliamento contrastante | 9 dicembre 1986   |                 |
| 9  | The Kid                          | La ragazza                 | 16 dicembre 1986  |                 |
| 10 | The Breakfast Club               | Disciplina per due         | 6 gennaio 1987    |                 |
| 11 | Choices                          | La scelta di Carol         | 13 gennaio 1987   |                 |
| 12 | Higher Education                 | Istruzione superiore       | 20 gennaio 1987   |                 |
| 13 | Some Enchanted Evening           | Ballo d'inverno            | 27 gennaio 1987   |                 |
| 14 | Thank You, Willie Nelson         | La casa mobile             | 3 febbraio 1987   |                 |
| 15 | Thank God It's Friday            | Per fortuna è venerdì      | 10 febbraio 1987  |                 |
| 16 | My Brother, Myself               | Cose...da uomini           | 24 febbraio 1987  |                 |
| 17 | Jimmy Durante Died for Your Sins | Una questione di naso      | 3 marzo 1987      |                 |
| 18 | Carnival                         | Carnevale                  | 10 marzo 1987     |                 |
| 19 | The Awful Truth                  | Verità nascoste            | 17 marzo 1987     |                 |
| 20 | Born Free                        | Parto...pilotato           | 31 marzo 1987     |                 |
| 21 | The Long Goodbye                 | Mani fatate                | 5 maggio 1987     |                 |
| 22 | Confidentially Yours             | Confidenza per due         | 19 maggio 1987    |                 |